# Sandra (film, 1924)

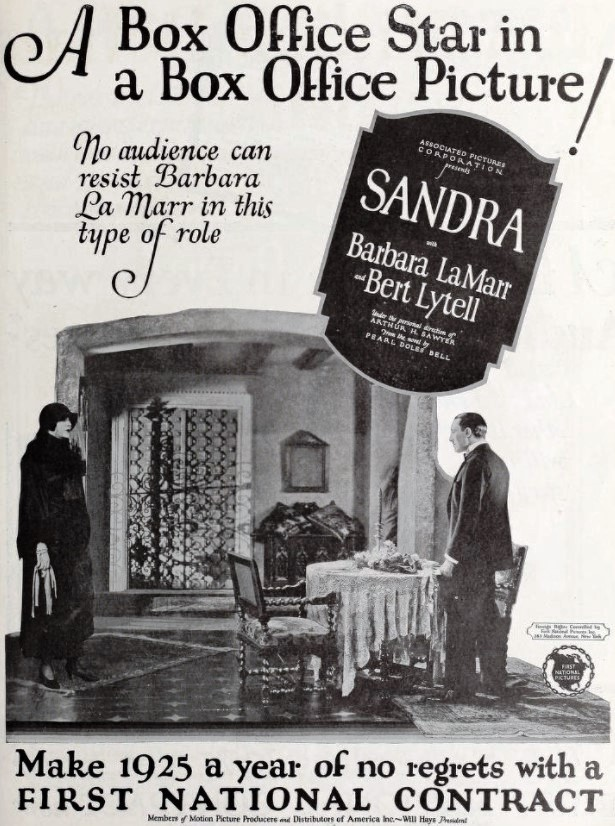
Annonce pour le film.

Sandra est un film américain réalisé par Arthur H. Sawyer, sorti en 1924.

## Fiche technique
- Réalisation : Arthur H. Sawyer
- Scénario : Winifred Dunn, Arthur H. Sawyer, Barbara La Marr (tous non crédités) d'après le roman Sandra de Pearl Doles Bell[1]
- Producteurs : Arthur H. Sawyer, Herbert Lubin
- Photographie : George Clarke
- Production : Associated Pictures
- Distributeur : First National Pictures
- Durée : 8 bobines
- Date de sortie : septembre 1924

## Distribution
- Barbara La Marr : Sandra Waring
- Bert Lytell : David Waring
- Leila Hyams : Mait Stanley
- Augustin Sweeney : Bob Stanley
- Maude Hill : Mrs. Stanley
- Edgar Nelson : Mr. Stanley
- Leon Gordon : Stephen Winslow
- Leslie Austin : Rev. William J. Hapgood
- Lillian Ten Eyck : Mimi
- Morgan Wallace : Francois Molyneaux
- Arthur Edmund Carewe : Henri La Flamme
- Helen Gardner : La Flamme's Wife
- Alice Weaver : Dancer
- Ethlyne Clair (non créditée)
- Downing Clarke (non crédité)